# Jonas Cortzen
Peter Markus Jonas Cortzen (* 25. Juli 1874 in Niaqornat; † unbekannt) war ein grönländischer Landesrat.

## Leben
Jonas Cortzen war der Sohn des Jägers Johan Peter Cortzen und seiner Frau Juliane Eva Ane. Jonas war wie sein Vater Jäger. 1917 wurde er erstmals in den nordgrönländischen Landesrat gewählt. Nach Ende der Legislaturperiode wurde er 1923 nur noch als Stellvertreter gewählt, als welcher er 1926 für Karl Lyberth im Landesrat saß.